# Naturschutzgebiet Emmese
Das Naturschutzgebiet Emmese mit einer Größe von 76,66 Hektar liegt nordwestlich von Leitmar im Stadtgebiet von Marsberg im nordrhein-westfälischen Hochsauerlandkreis in Deutschland. Das NSG gehört seit 2023 zum Vogelschutzgebiet Diemel- und Hoppecketal mit angrenzenden Wäldern.

## Geschichte
Das Schutzgebiet wurde 2008 mit dem Landschaftsplan Marsberg als Naturschutzgebiet (NSG) ausgewiesen. Das NSG stellt seit 2004 eine von drei Teilflächen des Fauna-Flora-Habitat-Gebietes (FFH) Leitmarer Felsen (Natura 2000-Nr. DE-4519-306) im Europäischen Schutzgebietssystem nach Natura 2000 mit 588 ha Größe dar. Die anderen beiden Teilflächen des FFH-Gebietes sind das Naturschutzgebiet Hengesberg und das Naturschutzgebiet Leitmarer Felsen. Das NSG grenzt im Westen direkt an die Landstraße 549.

## Beschreibung
Den Untergrund des NSG bildet Kalkstein. Das NSG umfasst einen Rotbuchenwald. Im NSG befinden sich bis zu zehn Meter hohe Felsen und Blockschutt sowie Relikte des bis Anfang des 19. Jahrhunderts betriebenen Kupferbergbaus.